# Пран
Пран (уроджений Пран Кришан Сіканд, англ. Pran Krishan Sikand; *12 лютого 1920, Нью-Делі, Британська Індія — †12 липня 2013, Мумбаї, Махараштра, Індія) — індійський кіноактор.

## Біографія
Пран народився у дуже багатій родині 12 лютого 1920. Його батько, Кева Кришан Сіканд, був інженером-будівельником та урядовим підрядником, його мама, Рамешварам. У Прана три брати і три сестри. Пран з дитинства був обдарованим особливо у математиці. Він навчався у різних місцях Індії: в Капуртхале, Уннао, Міруті, Деградуні. Закінчує навчання у Рампура. Після навчання він приєднується до школи A. Das & Co, у Шимлі як учень щоб стати професійним фотографом. У Шимлі він отримав свою першу роль Сіти у постоновці Рамаяна.

## Кар'єра
Пран отримав свою першу роль лиходія 1940 року у картині режисера Моті Б. Гідвані «Yamla Jat». Після випадкової зустрічі у Лахорі з письменником Валі Мохаммад Валі. Але справжній успіх прийшов 1942 року у картині «Khandaan», де він зіграв головну роль. У 1942–1946 Пран знімається у 22 фільмах, 18 з яких вийшли після 1947 року. Потім він залишає Лахор та переїжджає до Бомбею.
Переїхавши до Бомбею, з допомогою письменника Саадата Хасана Манто отримує роль у картині «Ziddi», де у головній ролі знімалися Дев Ананд та Каміни Каушани. Пран часто грає роль головних лиходіїв або негативних персонажей у фільмах Боллівуду. Особливо його талант цінував режисер Діліпа Кумара, у якого він зіграв негативні ролі в фільмах Азад (1955), Девдас (1955), Мадхуматі (1958), Рам і Шиам (1967).
Пран виконав кілька ролей у комедійних фільмів разом з Кішоре Кумаром: Aasha (1957), Вихователь (1958), Dewaqoof (1960), Пільговий квиток (1962), Аферист (1963).
Наприкінці 1960 року Пран грає ветерана героя війни Маланга Чача у картині «Upkar» (1967). Цей фільм приніс йому першу премію Filmfare Awards. Після 1969 рока йому пропонують головні ролі у таких картинах як, Nannha Farishta (1969), Jangal Mein Mangal (1972), Віруюча (1973), Ek Kunwari Ek Kunwara (1973), Раху та кету (1978). Пран був дуже близьким другом Ашока Кумара, з яким вони разом зіграли у 27 фільмах: Сльози, що стали квітами (1969), Схід та захід (1970), Правосуддя (1971), Рам і Шанкар (1976), Рідна кров (1978), Два подорожні (1978) та багато інших.
Протягом 1969–1982 років, Пран був одним з найвисокооплачуваніших акторів Боллівуду, поступався він лише Раджеш Кханна. У 1973 він рекомендує Амитабха Баччана на головну роль у картині Тривала розплата режисера Пракаша Мехра. На той час Амітабха Баччан був новачком Боллівуда. Баччаном і Пран знялися у 18 картинах: Амар, Акбар, Антоні, Ватажок мафії (1978), Клянуся ім'ям Ганги (1978), Вірні друзі (1980), Калію (1981) і багато інших. 1998 року у віці 78 років Пран переніс серцевий напад, після цього він почав відмовлятись від усіх ролей, які йому пропонували.

## Приватне життя
Пран одружився 1945 року з Шуклою Сіканде, має двох синів та дочку.
- Арвінд (н. 11 серпня 1946) — бізнесмен живе у Лондоні, одружений з Чітрою має двох синів.
- Суніл (н. травень 1947) — одружений з Джотті, має сина.
- Пінкі (н. 1949) — одружена з Вівекі Пхалі, має двох синів.

## Нагороди та премії
- 2013 — премія Дадасахеба Фалке[en][5].